# Сомото
Сомото (шпански изговор: [соˈмото]) је град и општина смештена у брдима северне Никарагве и главни град департмана Мадриз. То је око 20 km (12 mi) југозападно од Окотала и 51 km (32 mi) северозападно од Естели. Смештено је на Панамеричком аутопуту, око 16 km (9,9 mi) од хондурашког граничног прелаза Ел Еспино.
Сомото је економско и културно срце Мадриза, којег су основали досељени Олмеци и Астеци из модерног Мексика у претколумбовско доба. Такође је постао све већи туристички центар од открића кањона Сомото, који се налази 13 km (8,1 mi) западно од града. Општина Сомото има укупно 39.567 становника, са 20.857 људи који живе у урбаном подручју и 18.710 у 48 оближњих заједница.
Познат је под називом Ла Флор де Хенекуен, као резултат гајења ове културе у градској околини. Такође је познат по производњи rosquillas somoteñas, хрскавих кукурузних кекса са разним укусима.

## Историја
Сомото су населили Олмеци и Астеци из Мексика, а потом насељавали Чоротегас и Никарагву. Име Сомото потиче од Наватл Tépecxomotl, што значи „Долина гусака“, док шпански краљевски декрети из 1591. године дају име граду као Сантијаго де Тепесомото. Иако је град данас универзално познат као Сомото, име Тепесомото задржао је вулкан с погледом на град на југу и околни резерват природе Тепесомото-Ла Патаста.
Сомото је добио статус града у јануару 1867, а град у марту 1895. Главни град Мадриз је од одвајања тог одељења од Нуеве Сеговије у новембру 1936.
Сомотова ћерпична парохијална црква, формално храм Светог Јакова апостола, основана је у срцу Сомота 1661. насупрот централном градском парку; то је, дакле, једна од најстаријих сачуваних црквених зграда Никарагве, која пре 86 година датира катедралу у Леону. Међутим, данашња фасада и звоник изграђени су још 1875. године. Сомото се такође налази у близини светилишта Какааули, места за верско ходочашће, пошто је дечак тврдио да је видео Девицу Марију док је сакупљао огрев 1990. године.
Познати никарагвански кантаутори и браћа Карлос Мехија Годој и Луис Енрике Мехија Годој рођени су у Сомоту, као и њихов нећак Луис Енрике.

## Туризам
Сомото још увек има мање од 10 хотела и није главна станица за туристе. Туристи посећују Сомото првенствено да би се провозали тубама у Националном споменику Monumento Nacional Cañón de Somoto. Monumento Nacional Cañón de Somoto је приказан на новчаници од 50 кордоба и поменут је и у Усамљеној планети и у Трипадвисору.
Сомото се често приписује родном месту Росквиље. Традиционална никарагванска грицкалица, росквиље, праве се тако што се праве прстенови од кукурузне крупице са центром за шећер од трске и пеку у великим пећама од клипа на дрва. Могу се организовати једнодневни обиласци фабрике росквиља у Сомоту, који могу укључивати узорке и практичне лекције у њиховој припреми и историји.

## Спорт
Фудбалска екипа Реал Мадриз има седиште у Сомоту.